# 마젤란 (우주선)
마젤란(Magellan), 또는 금성 레이다 탐사기(Venus Radar Mapper)는 무인 우주 탐사선이다. 1989년 5월 4일에 미국항공우주국이 발사했으며, 1990년 8월 10일에 금성의 표면에 도착하여 합성개구레이다로 금성의 표면을 조사하고, 중력장을 조사하였다. 처음으로 행성 간 이동 임무를 위해 발사된 우주왕복선이자, 처음으로 발사 시에 셔틀 상단 로켓을 사용한 우주선이다.

## 같이 보기
- 비너스 익스프레스